# Одесская операция (1919)
Оде́сская опера́ция или Оде́сский деса́нт — десантная войсковая операция белогвардейских ВСЮР против советских войск РККА и Одесского гарнизона в августе 1919 года с целью овладения крупнейшим городом и портом бывшей Российской империи на Черноморском побережье — Одессой. Операция проводилась согласно Московской директиве ВСЮР (п. 6). Успешное выполнение операции стало возможно благодаря скоординированному с ней антибольшевистскому восстанию в самом городе.

## Обзор общего положения на фронтах гражданской войны в канун операции
Во второй половине лета 1919 года положение советской власти в Европейской России чрезвычайно усложнилось. Деникин начал поход на Москву. В Северо-Западной области Юденич начал получать материальную помощь от Великобритании и финансовую от Российского правительства и подготовку наступления на Петроград. На западе польские войска громили советский Западный фронт. По всей стране происходили восстания недовольных земельной и продовольственной политикой большевиков крестьян.

## Положение Одессы
Положение Одессы, как самой юго-западной точки советской власти, было уязвимым. С моря её блокировали военно-морские силы Антанты. С суши в любой момент отрезать её от центра могли и петлюровцы, и деникинцы, и махновцы, и восставшие крестьяне пригородных сёл. «Красная» Одесса того времени, по выражению одного из руководителей «комитета обороны» города тов. И. Клименко, «всё время жила на положении эвакуации»:198.
18 июля белые выбили красных из Николаева. Защищавшая его 58-я дивизия РККА отступила:199, частью на территории, контролируемые махновцами, частью — в сторону Одессы. Над большевиками нависла непосредственная угроза потери города.
В конце июля — начале августа в городе начались эпидемии тифа и холеры, принявшие чрезвычайно острый характер, к 10 августа в городе было зарегистрировано 1130 случаев заболевания холерой, смертность среди заболевших достигала 47 %. Ситуация усугублялась тяжёлой санитарно-гигиенической обстановкой — в город подавалось всего лишь 1/5 часть воды от его реальных потребностей.

## Силы сторон

### Белые
Эскадра Белого флота, в составе:
- Бронепалубный крейсер «Кагул»
- Эскадренный миноносец «Поспешный»
- Эскадренный миноносец «Живой»
- Транспорт «Маргарита»
- Тральщики «Роза» и «Адольф»
- Буксир «Доброволец»
- Катера «№ 52» и «№ 53»
- 3 баржи
- Быстроходный катер

Десантная часть под командованием полковника Туган-Мирза-Барановского, состоящее из незадолго до этого сформированного на основе Крымского конного полка «Сводно-драгунского полка», в составе 74 офицеров и 841 солдат при 253 лошадях и 38 повозках.
22 августа к русской эскадре присоединилась вспомогательная эскадра Королевского военно-морского флота Великобритании в составе крейсера «Карадок» (англ. Caradoc), четырёх миноносцев и двух транспортов-носителей гидросамолётов.
Руководил всей операцией капитан 1-го ранга Остелецкий П. П., командир крейсера «Кагул».
По сигналу десанта в Одессе готовились поднять антибольшевистское восстание офицерские организации — полковника А. П. Саблина, поручика А. П. Маркова и другие.

### Красные

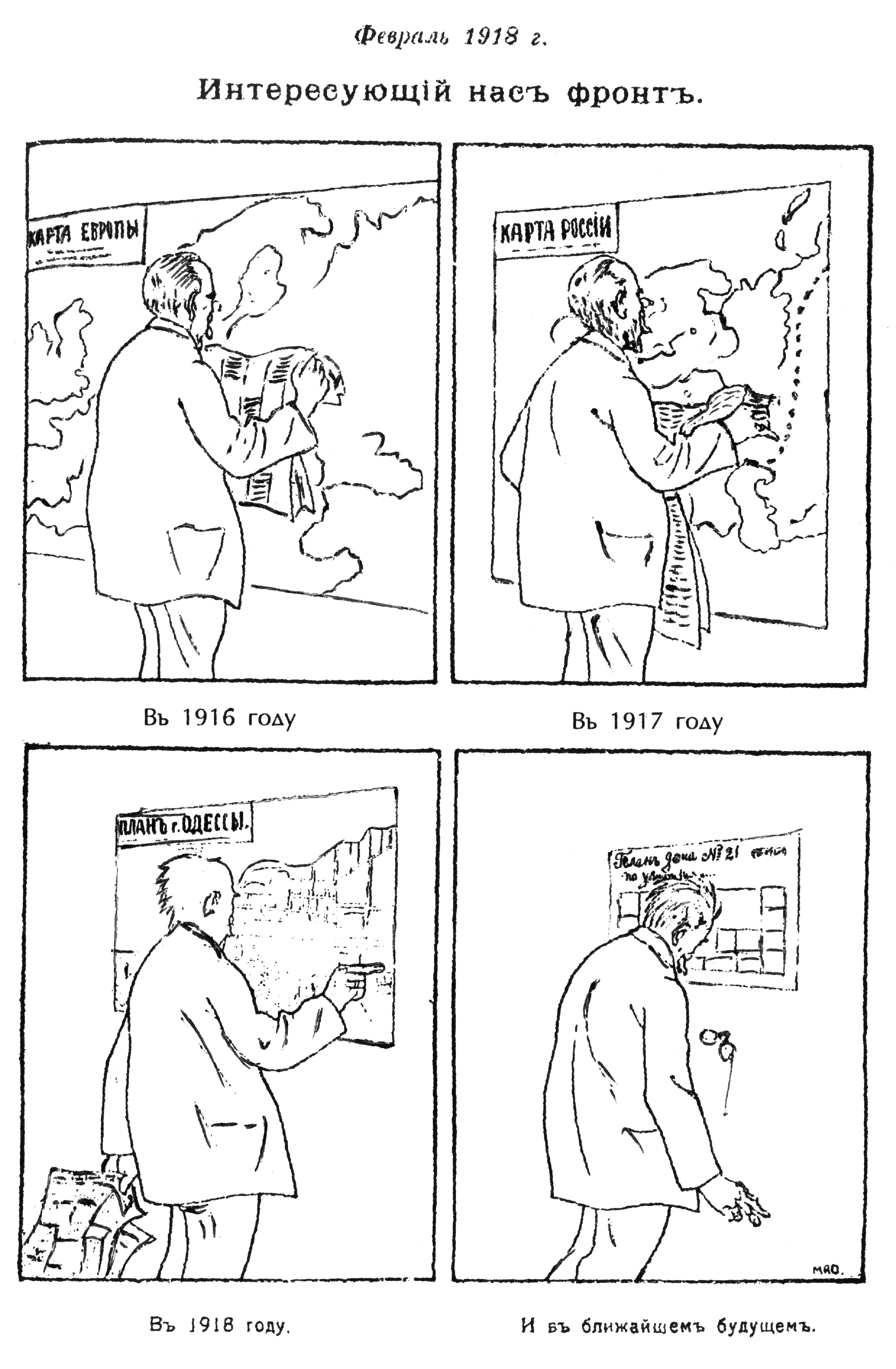
Одесский фронт. Рисунок 1918 года

Руководил обороной города «Совет обороны Одесского военного округа». «Совет обороны» (или «комитет обороны») возглавляла «тройка»:
- военный комиссар округа Борис Краевский (Председатель «совета обороны»);
- председатель Одесского губернского исполкома совета рабочих и солдатских депутатов Иван Клименко;
- председатель Одесского губернского комитета КП(б)У Ян Гамарник.

В распоряжении «совета обороны» находились следующие силы:
- части 45-я дивизии РККА под командованием Якира И. Э.
- 47-я дивизия РККА, (она начала формироваться в Одессе летом 1919 из мобилизованных местных жителей и задачей которой была охрана побережья от возможных десантов ВСЮР и/или бывших союзников Российской империи в Первой мировой войне.
- Гарнизон Одессы — до 4 тысяч бойцов.
- Подразделения ОдГубЧК.
- Курсанты артиллерийских курсов (400 бойцов)[3].
- Курсанты пехотных курсов (370 бойцов).
- «Отряды обороны», «рабочие дружины», сформированные из местных коммунстов, анархистов, «женский революционный отряд», «национальные» отряды — из китайцев, кавказцев, евреев, бывших военнопленных из Центральных держав. Суммарно до тысячи бойцов.
- Бронеавтомобили.
- Бронепоезда.

Как вспоминал товарищ Клименко: 

Комитетом обороны были приняты меры что бы встретить десант должным образом, но командование 47-й дивизии, которая охраняла Черноморское побережье и части которой стояли в Одессе, приказа не выполнило… В городе не было абсолютно никаких сил, так как все местные силы были оттянуты для ликвидации поражения в Николаеве, восстановления фронта по Бугу и значительные части были направлены против Махно…Был в городе караул, штыков в 4 000, но он был ненадёжен…В городе были отряды в незначительном количестве при Чрезвычайной комиссии, при особом отделе, которые охраняли самые важные места.:198-199
Но как бы там ни было, советская власть могла выставить на защиту города от 8-ми до 10-ти тысяч бойцов.

## Подготовка к операции

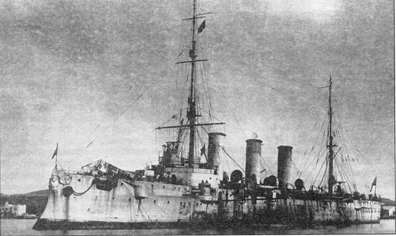
Бронепалубный крейсер «Генерал Корнилов» (бывший «Кагул»)

В конце июля 1919 года в сёлах вокруг Одессы вспыхнуло мощное крестьянское восстание, причиной которого послужили 100 % продразвёрстка и поголовная мобилизация в Красную армию всего мужского населения от 18-то до 45-ти лет. Лидеры восставших связались с командованием Добровольческой армии (примерно 30 июля — 1 августа), прося о помощи и докладывая: «Всё хорошо, Одесса в кольце. 12 тысяч восставших…положение красных ненадёжное». Желая воспользоваться моментом, командование ВСЮР попыталось как можно скорее провести десантную операцию, надеясь опереться на силы восставших. 
Белый Крым, будучи сам только что очищен от советских войск, испытывал острую нехватку людских ресурсов. Ввиду скудости последних, командование ВСЮР не могло выделить для проведения операции достаточные сухопутные части. Было решено использовать недавно сформированный в Севастополе «Сводно-драгунский конный полк». В полк вошёл личный состав Крымского конного полка (4 эскадрона) и присоединённые к ним два эскадрона 3-го драгунского Новороссийского полка и один эскадрон уланского Петроградского полка. В сводном подразделении были только что призванные по мобилизации новобранцы, которые составили 2/3 от общей численности. Ни одного пленного красноармейца в полку не было, но только что мобилизованный контингент — учащаяся молодёжь, русские хуторяне, немцы-колонисты, крымские татары — хоть и был благонадёжен, но не обучен и не обстрелян.:245 Поэтому полк не мог считаться надёжной частью, что обусловило ту осторожность, с которой его использовало командование десантной операции. К конному полку должна была быть придана артиллерийская батарея, но она опоздала к отходу транспорта. :250
16 августа командир полка получил шифрограмму, которую лично расшифровал и лично зашифровал ответ. Офицерам было только сообщено, что полку предписано немедленно выступать «на очень серьёзное дело». Тайна, однако, раскрылась как только полк стал грузиться на транспорт «Маргарита», в день Преображения, 19 августа: на «Маргарите» оказалось много штатских «пассажиров» с «билетами до Одессы», выписанными крымскими военными властями. Таким образом, сохранение секретности предстоящей операции оставляло желать лучшего.:246
Эскадра флота Юга России вышла из Севастополя 20 августа 1919 года. В целях сохранения целей операции в тайне, по выходе из Севастополя эскадре не было дано никакого иного приказа, кроме прибыть в район Сухого лимана, в 15-ти милях южнее мыса Большой Фонтан. Вечером следующего дня, 21 августа, к эскадре присоединились миноносцы «Поспешный» и «Живой», на последнем был доставлен командиру крейсера «Кагул» секретный пакет с приказом высадить десант на косу Сухого лимана, закрепиться на плацдарме Сухой лиман — Большой Фонтан и овладеть городом Одесса, то есть десант предполагалось осуществить южнее Одессы.
Несмотря на плохое соблюдение военной тайны в Белом Крыму, выбранное командованием ВСЮР место десантирования стало неожиданным для большевиков, которые полагали, что белые попытаются осуществить высадку где-то на побережье между Одессой и Николаевом и там расположили значительные силы противодействия. В районе Сухого лимана красных частей не было.
Командовавший операцией капитан 1-го ранга П. П. Остелецкий приказал расположить суда и корабли эскадры вне видимости с берега и, ввиду недостаточного времени для организации высадки десанта до рассвета следующего дня, назначил начало операции на сутки позже — на вечер 22 августа.
В полдень 22 августа к эскадре флота Юга России присоединилась вспомогательная эскадра Королевского флота Великобритании.
«Совет обороны» Одессы также готовился к отражению десанта, зная о приготовлениях белых — А. И. Деникин вспоминал, что накануне отправки десанта из от одесского отделения «Азбуки» пришло следующее сообщение: «22 июля в Одессе получены от советского агента, работавшего в штабе генерала Деникина, сведения о том, что … в Новороссийске будет посажен десант из 30 транспортов. Десант сопровождают английский дредноут и несколько крейсеров и миноносцев…». По всему побережью были установлены посты наблюдения за морем и мобильные береговые батареи, на вооружении которых стояла разнообразная полевая артиллерия.
Готовилось к захвату города и белогвардейское подполье. Члены подпольной офицерской организации А. П. Саблина, разбитые на десятки, каждой из которой поручался отдельный сектор города, должны были портить городские средства связи и вооружение, отправляемое на фронт. Командующий красным «Черноморским флотом» военспец и бывший капитан первого ранга А. Шейковский, будучи на самом деле сторонником добровольцев:209, ещё до увольнения с должности в конце июля 1919 года успел укомплектовать береговые батареи в районе Одессы членами офицерских организаций — в результате батареи переходили на сторону белых, не сделав ни единого выстрела. Командование ВСЮР также располагало точными и свежими данными о количестве красных войск и их дислокации, а также обо всём происходящем в городе, от белогвардейского подполья.
Однако первоначальным планам командования ВСЮР — о проведении совместных действий десанта и восставших крестьян — не суждено было сбыться: собрав все имеющиеся в его распоряжении силы, «совет обороны» сумел победить восстание, «утопив его в крови». Уже к 16 августа восстание было, в основном, подавлено, остались незначительные очаги сопротивления. Более того, Одесской губЧК удалось выйти на след офицерских организаций в городе и в канун высадки десанта арестовать их руководителей — полковника Саблина, поручиков Маркова, Челакаева, Накашидзе.
В таких обстоятельствах десанту ВСЮР ничто не предвещало успеха.

## Десантная операция

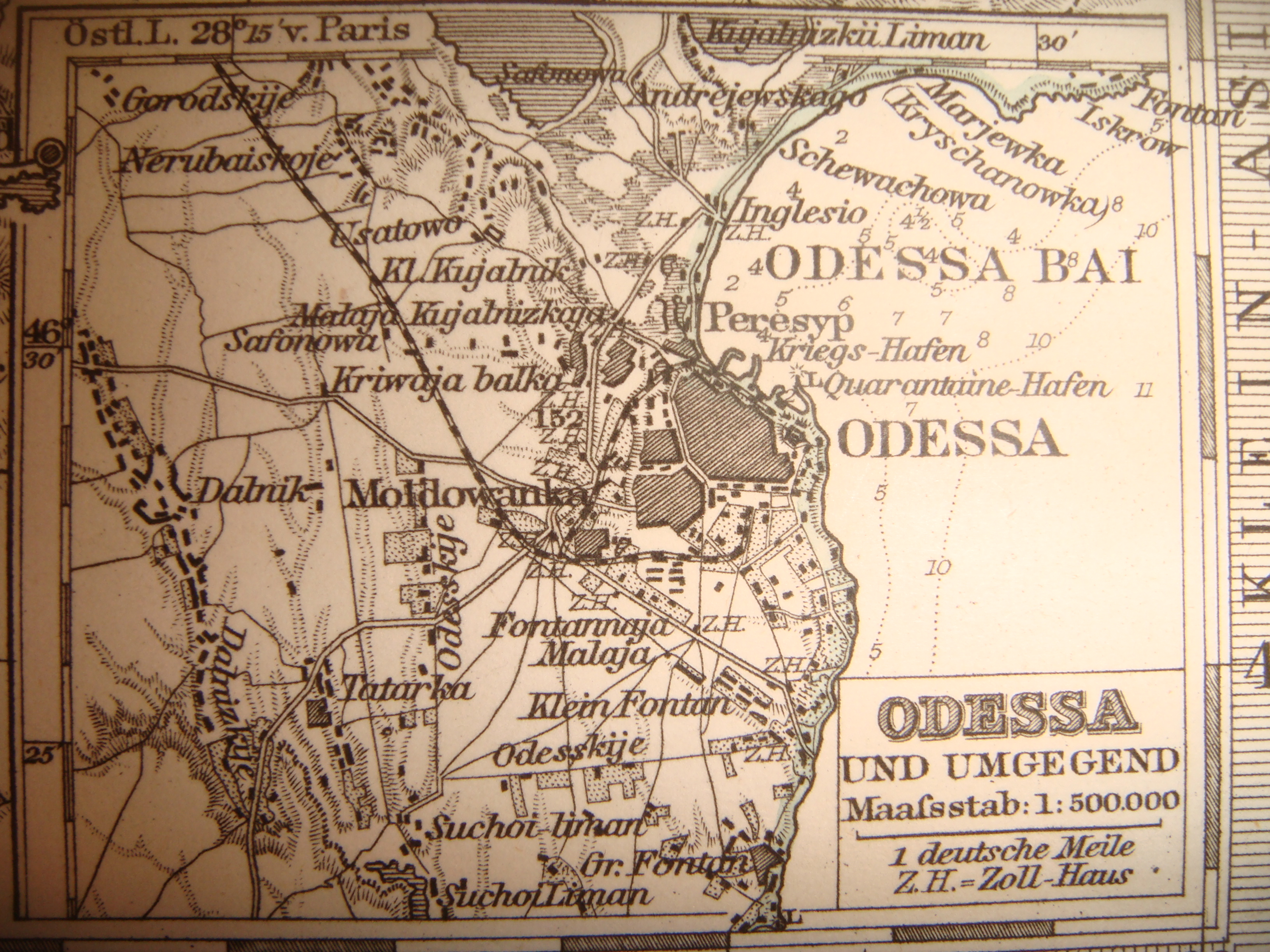
Германская карта конца XIX века с Одессой и её пригородами.

Во второй половине дня 22 августа с британских транспортов-носителей гидросамолётов на разведку побережья в районе Сухого лимана вылетели два британских гидросамолёта. В районе Александровки располагалась красная военная часть. Красноармейцы начали обстреливать летательные аппараты, в результате чего им удалось ранить одного лётчика и он был вынужден совершить посадку на берегу. Гидросамолёт был захвачен красными, а пилота и второго члена экипажа — наблюдателя — увезли в Одессу на автомобиле.
Около 3-х часов утра на тральщик «Роза» началась посадка головного отряда десанта — 1-го (ротмистр Юрицын) и 2-го (ротмистр Лесеневич) эскадрона крымцев. Тральщик отшвартовался от транспорта под бодрое пение «десантников», выстроившихся по его бортам. В 5 часов утра 23 августа головной отряд Сводно-драгунского полка — примерно 250—300 человек — десантировался на косу Сухого лимана. Последующие партии по 35 — 40 человек высаживали баржами. Из-за бурного моря не удалось перевести лошадей с «Маргариты» на средства десантирования, полк высадился в пешем строю. Лошадей удалось «десантировать» только для ординарцев, которые осуществляли связь между наступающими колоннами и пунктами наблюдения на берегу, которые, в свою очередь, обменивались информацией с эскадрой, для чего на берег с борта «Кагула» были высажены сигнальщики — гардемарины Г. Афанасьев и В. Гезехус. Связь была налажена великолепно, что сыграло выдающуюся роль в успехе десанта. Высадка пришла бесшумно, советских войск на берегу обнаружено не было:247.
Передовой отряд на подводах начал продвигаться вдоль берега в сторону Одессы, занимая по плану операции плацдарм для обеспечения высадки основных сил, но, не встречая никаких красных частей, к 8-ми часам достиг Дачи Ковалевского, где обнаружил береговую батарею из 2-х 48-линейных гаубиц. Расчёт батареи тут же перешёл на сторону белых, командир батареи сообщил, что он и его команда давно ожидают деникинцев и просят зачислить их в Белую армию. Батарея была присоединена к передовому отряду:247.
Высадка была осуществлена рядом с немецкой колонией Люстдорф. Местные жители очень тепло встретили бойцов, все были хорошо накормлены обильным завтраком:247. Колонисты рассказали, что красных частей нет вплоть до самой Одессы, а в противоположном направлении, в районе Александровки, имеется красноармейская часть, охраняющая склады мануфактуры, численностью примерно в 100 бойцов (та, что обстреляла и сбила один из британских гидропланов).
Командир головного отряда, по собственной инициативе, ввиду отсутствия всякого противодействия со стороны красных, принял решение продвигаться дальше, и дошёл до линии Аркадия — Малый Фонтан — село Татарка, где и занял оборону. По пути были захвачены наблюдательный пункт с исправными прожекторами (на мысе Большой Фонтан) и брошенная полевая кухня с готовым обедом (в Аркадии), там же на сторону десанта в полном составе перешёл пост пограничной стражи и ещё одна тяжёлая береговая батарея.
Когда высадка всех сил десанта на берег завершилась, полк разбился на колонны и начал наступление на город в следующем порядке:
- — 1-я колонна Петроградского эскадрона ротмистра Рубцова продвигалась по побережью через Аркадию, Французский бульвар, Ланжерон и далее к центру города;
- — 2-я колонна, 2-й эскадрон ротмистра Лесеневича, по линии трамвая через Большой Фонтан к Главному ж.д. вокзалу;
- — в направлении главного удара две колонны — 3-я и 4-я — полковника Зотова и штабс-ротмистра Глазера под общим командованием самого Мирза-Туган-Барановского к главной тюрьме на Люстдорфской дороге. Из тюрьмы были выпущены все узники, посаженные большевиками по классовым мотивам. Среди прочих был освобождён генерал Безрадецкий бывший командир 15-й пехотной дивизии — старик с седой бородой;
- — 5-я колонна из 1-го эскадрона ротмистра Юрицына направлялась на товарную станцию;
- — 5-й Новороссийский эскадрон ротмистра Ляшкова следовал за центральным отрядом в резерве, на расстоянии 400 шагов;
- — 6-й Новороссийский эскадрон ротмистра Аладьина остался на месте высадки для прикрытия путей отхода и Овидиопольского направления[4]:248.

Каждой колонне были выданы планы города, разбитые на пронумерованные квадраты. Такие же карты были на кораблях эскадры. Когда была необходима помощь эскадры, ординарцы скакали на пункт связи на берегу и сообщали, по какому квадрату необходимо вести огонь корабельной артиллерии:248. Русский крейсер «Кагул» и английский «Каррадок» следовали вдоль побережья совместно с продвижением десанта и открывали огонь по квадратам «вслепую» по запросам десанта.
К полудню, узнав о десанте, город покинули все высшие красные командиры — Ян Гамарник, Борис Краевский и Иона Якир — заявив, что они «направляются на фронт в районе Вознесенска». Из-за бегства всего командования некому было объявить эвакуацию города, что привело к тому, что многие видные деятели советского режима попали в руки восставших:207.
К 15-ти часам поступили сведения, что в район артиллерийского училища и в Лагерном месте (месте лагерного сбора кадетского, юнкерского и артиллерийского училищ) скапливаются силы красных — до 6-ти сот человек при шести гаубицах и одном броневике. Эта информация была, посредством установленного на берегу сигнального маяка, передана русской и британской эскадре. Крейсеры «Кагул» и «Карадок» немедленно открыли огонь из своих орудий по местам скопления красноармейских частей и добились ряда удачных накрытий целей, что привело к панике в частях советских войск, находившихся на побережье.
При первых звуках корабельных орудий начали разбегаться по домам мобилизованные красноармейцы 47-й дивизии РККА. Иван Клименко вспоминал: «в карауле была ненадёжная публика, и как только началась бомбардировка, она стала разбегаться»:207.
Около 17-ти часов на пересечении дороги из Молдаванки на Аркадию с линией трамвая было замечено новое скопление сил красных (415-й и 416-й полки), в количестве до 800 человек, готовившихся к атаке на авангард десанта, но которое так же в короткое время было рассеяно метким огнём корабельной артиллерии.
В 17 ½ часов передовой отряд возобновил своё продвижение в сторону Одессы и дошёл до железнодорожных путей, огибающих город и, ввиду наступающей темноты, остановился на ночлег. Тем временем, согласно договорённости с офицерским подпольем, тяжелая батарея в Аркадии, перешедшая на сторону ВСЮР, сделала три выстрела в сторону Одессы, что являлось сигналом к началу восстания. Тут же по всему городу поднялась оружейная и пистолетная стрельба.
В 20 часов 25 минут офицер на мотоцикле привёз из города последние данные: в районе железнодорожного вокзала — железнодорожной станции «Одесса-Главная» — идёт беспорядочная погрузка в вагоны, скопилось до 2-х тысяч красноармейцев и советских работников, которые пытаются эвакуироваться (бегство с вокзала началось ещё днём), а вся восточная часть города (от порта до Пушкинской улицы) уже находится в руках восставших. Корабельная артиллерия немедленно открыла огонь по станции, повредив железнодорожные пути, уничтожив подвижной состав и рассеяв красноармейские части. После 8 ½ вечера с вокзала не ушёл ни один состав. При обстреле вокзала сгорел вагон, в котором эвакуировался архив Одесской ЧК:6
Тов. Клименко, остававшийся в Одессе до последнего момента, так вспоминал о последних минутах пребывания в городе: 

Штаб и Комитет обороны решили уходить пешком…собрали до 150 человек, в основном советских работников и командиров штабов. Из военной силы оказалось в наличии только 20 курсантов, 25 кавалеристов с 3 пулемётами, броневик. К 12-ти ночи отряд вышел к станции Одесса-Сортировочная и устремился на Колосовку.:210
С наступлением ночи десант никаких военных действий не предпринимал и оставался на занятых с вечера позициях; тем временем Одессу занимали подпольные офицерские организации.
|  |  |  |  |  |  |

## Восстание в Одессе
Восстание в городе началось по условному сигналу — три выстрела из орудия в сторону города — в 18 часов 23 августа. Особую роль сыграла грузинская сотня под командованием бывших офицеров Русской императорской армии — ротмистра Ассабалова (по другим данным штаб-ротмистр Асанов) и поручика Габахадзе. Эта «летучая» сотня состояла при Особом отделе. По сигналу о начале восстания её члены захватили здание ОдГубЧК и освободили заключённых руководителей восстания, арестованных накануне. Восставшие вытеснили красные части из района порта и начали продвигаться по улицам Маразлиевской и Канатной в сторону железнодорожного вокзала, очищая от красных квартал за кварталом. В самом начале восстания были захвачены штаб совета обороны и штаб военного округа, причём многие красные руководители арестованы (секретарь губпарткома тов. Соколовская, председатель губЧК тов. Калениченко, начальник боевого участка тов. Чикваная). Особого сопротивления нигде не было.
К 23-м часам вся восточная часть города от морского побережья до Пушкинской улицы (район, где проживали зажиточные сословия) была под контролем восставших, которые продолжили очищать город от разбегающихся красных, продвигаясь в рабочие районы — Молдаванка, Слободка, Пересыпь. К 8-ми утра 24 августа весь город перешёл под контроль восставших белогвардейцев. Полковник Саблин объявил себя «Командующим силами Одессы».
Были захвачены богатые трофеи — три артиллерийские батареи с полными боекомплектами, полевые кухни с готовыми обедами, разнообразное военное имущество на складах.
При большевиках вся независимая печать была закрыта. Уже утром 24 августа после 4-х месячного перерыва в городе появился специальный выпуск — Бюллетень № 1 — газеты «Одесский листок» с такой шапкой: 

Измученным гражданам исстрадавшейся Одессы от освобожденного узника — «Одесского листка» — братский привет!:211
В этот же день — 24 августа — возобновила свою работу распущенная большевиками в апреле Городская Дума.

## Встреча войск Добровольческой армии
24 августа боевых действий стороны не вели. Быстро перебрасывать подкрепления красные могли только железной дорогой, поэтому было решено пресечь такую возможность, разместив воинские заслоны на железнодорожных подъездах к городу. Десантный отряд, разделившись на две колонны, начал движение через город с его южной окраины, где он ночевал, для занятия северо-восточной и северо-западных окраин (жд. станций в районах Слободки и Молдаванки). Местные офицеры из подпольных организаций присоединились к отрядам и показывали дорогу в незнакомом городе. Проходя через центральную часть города белогвардейцы видели нарядно одетую восторженную публику, кричащую «ура!», «слава белым орлам!», «хлеб-соль!», в колонны военнослужащих бросали цветы. Вот как описывает встречу один из офицеров-крымцев:249:

Эскадроны продвигались по главным улицам Одессы. Это было настоящее триумфальное шествие. Местные жители выбежали на улицу и приветствовали своих освободителей от большевистского ига; офицеров и солдат засыпали цветами, кто кричал и смеялся от радости, а были и плакавшие от радости; немало было и таких, главным образом юных девушек, подбегавших к строю и целовавших первого, к кому было легче подступиться. Особое впечатление производил колокольный звон; во всех церквах раздавался благовест.— Крымский конный Её Величества Государыни Императрицы Александры Фёдоровны полк. Воспоминания офицеров. Сан-Франциско, 1978 г.
Вот как вспоминал улан 1-го Петроградского эскадрона С. И. Афанасьев:197: 

…мы — «грозная» сила в 400—500 человек — наступали, и враг… позорно бежал. Смелость города берёт! Тут было даже не смелости, а просто нахальство — занять город в 800 тысяч населения. Мы превратились в кусты хризантем, которыми утыкали нас благодарные жители. На тревожные вопросы: «Сколько вас?» — мы важно отвечали: «Сорок тысяч». При виде нашей тонкой цепочки возникал второй вопрос: «Да где же они?» — «Идут вокруг города!» Так свершилось — и почти без выстрела «Одесса-мама» из красной стала белой…— Первопоходник № 27—28. Октябрь—декабрь 1975 г.
Утром этого же дня к Туган-Мирзе-Барановскому явился генерал-лейтенант Розеншильд фон Паулин, находившийся в Одессе и доложил, что им уже сформирован офицерский батальон, который может немедленно приступать к боевым действиям. Батальон действительно тут же присоединился к 1-му эскадрону ротмистра Юрицына и проследовал на позиции по защите города от красных. :249 Ротмистр 1-го Петроградского эскадрона вспоминал в своих мемуарах, что одесским офицерам-подпольщикам удалось сформировать при большевиках «Одесский конный дивизион», который утром 24 августа в полном составе перешёл на сторону деникинцев. Однако, в Добровольческую армию члены этого дивизиона отказались записываться, передав уланам только своих лошадей. Благодаря этому «дару» Петроградский эскадрон входил в Одессу в конном строю. :172 Этот "Одесский конный дивизион" был сформирован из местной еврейской общины как часть еврейской одесской самообороны, т. к. при красных также происходили еврейские погромы, об этом в частности писал в своих "Окаянных днях" писатель Иван Алексеевич Бунин выживший тогда в захваченной красными Одессе и дождавшийся прихода белых.

## Попытка большевиков вернуть город
Заняв позиции на железнодорожных станциях к северу от Одессы, Сводно-драгунский полк должен был отразить возможную попытку красных вернуться в город.
Утром 25 августа со стороны станции Раздельная к Одессе начал подходить красный бронепоезд и эшелон с пехотой. Дойдя до участка 14 — 16 версты бронепоезд открыл артиллерийский огонь по городу, а его ремонтная команда приступила к ремонту поврежденного железнодорожного полотна. Красная пехота начала высадку из вагонов.
Корабельная артиллерия сработала чётко и в этот раз — её огнём бронепоезд был уничтожен, а железнодорожное полотно было настолько испорчено, что о его быстрой починке, да ещё и в боевых условиях, уже не могло быть и речи.
Больше красные попыток вернуться в Одессу не предпринимали, а продолжили отступление на север.

## Некоторые последующие события
Состоятельные одесситы восторженно отнеслись к своим освободителям. В гостинице «Лондонская» был устроен банкет, на который были приглашены все офицеры. Правление Яхт-клуба записало всех офицеров в действительные члены клуба. Главнокомандующий ВСЮР А. И. Деникин прислал Туган-Мирзе-Барановскому поздравительную телеграмму, в которой благодарил его за блестяще проведённую операцию, а чинов полка — за проявленную храбрость и энергию. :250
30 августа, в день прибытия в город командующего войсками Новороссийской области ВСЮР Н. Н. Шиллинга, был проведён благодарственный молебен в кафедральном соборе, а после молебна состоялся парад. В нём участвовали моряки крейсера «Кагул» со своим оркестром, затем весь Сводно-драгунский полк в составе 4-х эскадронов крымцев, 2-х новороссийцев и одного петроградских улан, за уланами прошёл тот самый взвод артиллерии, который опоздал на отход транспорта «Маргарита» из Севастополя. В награду за взятие Одессы каждому эскадрону было пожаловано по два Георгиевских креста. Все три батареи, которые были взяты на побережье, в параде не участвовали, но были приняты в Добровольческую армию. :250
Сводно-драгунский конный полк пополнился в Одессе добровольцами из числа местных жителей. В добровольцы записывались мужчины разного возраста, сословий и национальностей. Так, уже упомянутый ротмистр Рубцов вспоминал:

Каждый день прибывали офицеры, добровольцы, лошади, сёдла, оружие … Явился добровольцем пожилой человек в очках — еврей барон Гинзбург. Командир 1-го эскадрона хотел назначить его эскадронным писарем. «Нет, — сказал Гинзбург — я хочу с оружием в руках бороться с красными». Его желание было исполнено и он стал в ряды строевых улан. — Петроградские уланы в гражданской войне на Юге России. Первопоходник № 6 — 7 за 1972 год.
Прокурорский надзор при окружном суде приступил к расследованию всех дел по расстрелам в «чрезвычайках». Начались раскопки и опознания трупов расстрелянных ЧК и сокрытых в каменоломнях и на Слободке. Новые власти издали распоряжение, увольняющее со службы в государственных учреждениях всех лиц, поступивших на неё во время советской власти, правда делалась оговорка, что те, которые поступили «…ради куска хлебы — преследоваться не будут». 16 сентября 1919 г. с Одессы было снято осадное положение. В город можно было приехать и выехать из него без специальных пропусков. Была снята морская блокада, благодаря чему начал работать морской порт и возобновился нормальный товарообмен. Городская Дума приняла решение о проведении новых выборов в гласные Думы. Датой проведения было назначено 14 декабря 1919 г. Подготовка к выборам началась незамедлительно.

## Итоги операции

Белый приказ после освобождения города от красных. 24 августа 1919

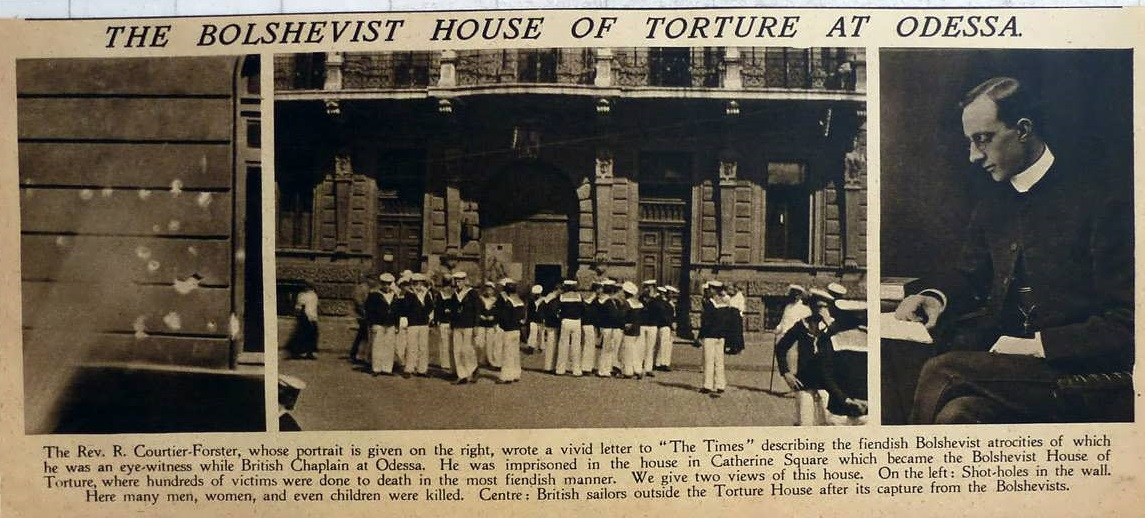
Заметка в английской The Times о зверствах Одесской ЧК в дни власти в городе большевиков. Парадный вход в здание ЧК на Екатерининской площади и пулевые отверстия в стене, где происходили расстрелы.

Итак, 800 плохо обученных и непроверенных в бою солдат Сводно-драгунского полка смогли за одни сутки захватить город с полумиллионным населением, обороняемый противником, превосходящим их, по крайней мере, 10-ти кратно. Это могло произойти вследствие следующих причин:
- Большевистская власть была ненавистна местным жителям[1], она не смогла найти поддержки в различных социальных группах. Большевики во всех видели своих врагов, а жители Одессы и крестьяне пригородных сёл отвечали им тем же — поднимали восстания, портили военное имущество, воинские части разбегались или переходили на сторону противника. Представители советской власти были деморализованы и не смогли организовать сопротивления.
- Огромную роль в успехе операции сыграл Белый флот. Огонь орудий его главного калибра уничтожал все очаги сопротивления. Крейсер «Кагул» по количеству выпущенных снарядов и по их массе превзошёл в этом отношении все остальные корабли, участвовавшие в операции.
- Огромную роль сыграло белогвардейское подполье, которое не только снабжало командование ВСЮР всей необходимой информацией на стадии подготовки, но и фактически самостоятельно очистило Одессу от большевиков в ходе операции.
- Сыграл свою роль и выбор места операции — он оказался совершенно неожиданным для большевиков.

Потеряв Одессу, большевики были вынуждены оставить весь юго-запад УССР.
После занятия Одессы частями ВСЮР стало возможным документально подтвердить зверства красного террора — Особая следственная комиссия по расследованию злодеяний большевиков собрала в Одессе многочисленные доказательства преступлений большевистского режима.
Вся факты, указанные в статье взяты из четырёх источников Белого движения:
- Крымский конный Её Величества Государыни Императрицы Александры Фёдоровны полк. Сан-Франциско, 1978 г. Опубликовано в книге д. и. н. Волков С.В. Возрождённые полки Русской армии в белой борьбе на Юге России. — 1-е. — М.: ЗАО Центрполиграф, 2002. — С. 229 — 302. — 574 с. — (Россия забытая и неизвестная — Белое движение). — 3000 экз. — ISBN 5-227-01764-6.
- Рубцов И. И. Петроградские уланы в гражданской войне на Юге России Впервые напечатано в журнале Первопоходник № 6 — 7 за 1972 год. Опубликовано в книге д. и. н. Волков С.В. Возрождённые полки Русской армии в белой борьбе на Юге России. — 1-е. — М.: ЗАО Центрполиграф, 2002. — С. 167 — 195. — 574 с. — (Россия забытая и неизвестная — Белое движение). — 3000 экз. — ISBN 5-227-01764-6.
- Файтельберг-Бланк В. Р., Савченко В. А. Одесса в эпоху войн и революций. 1914-1920. — 1-е. — Одесса: Оптимум, 2008. — 336 с. — ISBN 978-966-344-247-1.
- Данске А. С., Генерального Штаба полковник. Десантная операция в районе Одессы 10 — 11 августа 1919 года. Архивная копия от 25 июня 2010 на Wayback Machine